# Kálizok
A kálizok iráni eredetű, muzulmán vallású népcsoport volt a 9–13. században. Nevük származási helyük, Hvárezm (Chorasmia, Horezm) alán nevéből ered. Eredetileg az alánnal rokon iráni nyelvet beszélhettek, de idővel átvették a helyi nyelveket (a 13. század elején a magyarországi kálizok magyar nyelvűek voltak).
Kelet-Európában a kazárok, a besenyők és a magyarok között éltek, Magyarországon a Káliz, Kalász, Káloz helynevek utalnak jelenlétükre és valószínűleg már a honfoglalásban is részt vettek. Közéjük tartozhattak a pomázok is.
Kézai Simon szerint Aba Sámuel anyja káliz volt, míg a Kazár Birodalom egyik tartományát Khwali-Asnak hívták.
1111-ből adatok vannak arra, hogy pénzverők valamint állami jövedelmeket bérlő személyek voltak közöttük.